# لیناردو مونتاگو
لیناردو مونتاگو (انگلیسی: Leandro Montagud؛ زادهٔ ۲۸ فوریهٔ ۱۹۸۹) بازیکن فوتبال اهل اسپانیا است.
از باشگاه‌هایی که در آن بازی کرده‌است می‌توان به باشگاه فوتبال الچه و باشگاه فوتبال پومفرادینا اشاره کرد.